# Savage Garden
Savage Garden fue un dúo de música pop australiano que obtuvo un gran éxito internacional tras muchos años. La banda estaba formada por Darren Hayes (voces) y Daniel Jones (piano, sintetizador, guitarra).

## Inicios
En 1993, el multinstrumentista y productor Daniel Jones colocó un aviso en el periódico local “Time Off” en Brisbane, Australia buscando un vocalista para su banda five-piece "Red Edge". Darren Hayes, quien previamente había sido un profesor de kinder, respondió y fue inmediatamente invitado a ser parte del proyecto.
En junio de 1994, Darren y Daniel dejaron Red Edge para seguir una carrera juntos. El nuevo dúo fue nombrado “Savage Garden” - un nombre tomado de The Vampire Chronicles por Anne Rice “The mind of each man is a Savage Garden…”(La mente de cada hombre es un jardín salvaje) del cual Darren es un fanático.
Para finales del año, ambos habían escrito suficientes canciones para una demostración, que enviaron a varias compañías discográficas en todo el mundo. En 1995 entraron al estudio para trabajar en su álbum de debut.

## Debut
En julio de 1996, bajo la marca Roadshow Music, el dúo lanzó su sencillo debut “I Want You”. El sencillo fue un éxito enorme en Australia y llegó a ser el sencillo de mayor venta del año. Este hecho generó mucho interés en varias compañías en Estados Unidos, y en septiembre, Columbia Records ganó la batalla para firmar con la banda. En noviembre, un segundo sencillo, “To The Moon And Back” fue lanzado y de nuevo fue un enorme éxito, alcanzando el #1 en enero del siguiente año.
“I Want You” fue lanzado en los Estados Unidos en febrero de 1997, donde alcanzó el #4 y rápidamente alcanzó el oro. “Truly, Madly, Deeply”, el tercer sencillo de la banda Australiana fue lanzado en marzo y subió rápidamente al #1 antes que “I Want You” fuera lanzado por Europa en abril, mientras que al mismo tiempo el álbum de debut del dúo "Savage Garden" debutó en el #1 en Australia y alcanzó la cima por 17 semanas, 2 semanas después fue lanzado en todo el mundo. Luego de que el álbum fuera relanzado internacionalmente, alcanzaría el número 11 en el Reino Unido. A finales de mayo, “To The Moon And Back” fue la canción más tocada en las radios de Estados Unidos.
En junio un cuarto sencillo, “Break Me, Shake Me” fue lanzado en Australia como el álbum de debut de la banda colocándose en el #3 de los conteos en Estados Unidos y fue galardonado con Oro por el RIAA. Para finales de agosto el álbum fue 7 veces disco Platino en Australia, 3 veces en Canadá y 2 veces en Nueva Zelanda y Singapur. Para finales de agosto, Savage Garden fue nominado para un galardón de 13 ARIA récord el cual ganaron el 10 de septiembre. Un quinto sencillo, “Universe” fue lanzado al mismo tiempo.
En noviembre, “Truly, Madly, Deeply” fue lanzado en los Estados Unidos y vapuleo a Elton John con su canción Candle in the Wind 1997 que antes se posicionó por 14 semanas consecutivas como el #1. Para finales del 1997, Darren y Daniel se convirtieron en estrellas internacionales.
Como en el 2005, el debut de la banda ha sido galardonado con 12 veces álbum de platino en Australia, 6 veces en Estados Unidos y 2 veces en el Reino Unido.

## El álbum Affirmation
En enero de 1998 “All Around Me”, un quinto sencillo, fue lanzado justamente como el comienzo de su gira por todo el mundo en Cairns, Australia. Para finales del año “Truly, Madly, Deeply” llegó a ser la canción más tocada en las radios de Estados Unidos y el único sencillo que estuvo todo el año entre los 30 mejores del Billboard Hot 100.
En febrero de 1999 el primer sencillo, “The Animal Song” del álbum Affirmation fue lanzado y tuvo un moderado éxito en Australia y Estados Unidos. Un segundo sencillo, “I Knew I Loved You” fue lanzado en septiembre donde rápidamente fue disco de platino y el #4 en los conteos.
En noviembre de ese año, el segundo álbum del dúo Affirmation fue lanzado en todo el mundo. Tardó más de un mes en ser platino en los Estados Unidos, en gran parte debido al gran éxito del sencillo “I Knew I Loved You” el cual fue el sencillo más tocado en las radios de los Estados Unidos en todo el año.
El grupo terminó el año ganando the Billboard Music Award para el Adult Contemporary Single of the Year y para el Hot 100 Singles Airplay del año.
En febrero del 2000 el tercer sencillo del segundo álbum, “Crash and Burn” fue lanzado también "Truly, Madly, Deeply" rompió el récord del tiempo más largo para un sencillo en estar Monitor/Billboard Adult Contemporary Airplay Chart. (finalmente dejó el conteo luego de unas sorprendentes 123 semanas).
En junio, Darren Hayes realizó “O Sole Mio” con el tenor italiano Luciano Pavarotti el concierto anual de beneficencia "Pavarotti and Friends". La banda tuvo un gran éxito una vez más en the Billboard Music Awards, ganando como el mejor Video y la canción número uno del año por “I Knew I Loved You" y como el artista del año.
El sencillo “I Knew I Loved You” se mantuvo en el the Monitor/Billboard Adult Contemporary Airplay Chart por unas increíbles 124 semanas alcanzando su propio récord que obtuvo antes con el sencillo “Truly, Madly Deeply”.

## La separación
En octubre de 2001, Savage Garden anunció oficialmente su fin como dúo y ambos miembros siguieron por caminos diferentes. Darren empezó a trabajar en su primer álbum como solista, el primer sencillo Insatiable fue lanzado en 2002 y el álbum, titulado Spin fue lanzado en marzo del mismo año. Su segundo disco en solitario The Tension And The Spark, fue lanzado en el 2004 con el primer sencillo Popular llegando a ser un éxito bailable.
En septiembre de 2005 el aviso fue hecho en el the greatest hits package una edición especial, Truly Madly Completely: The Best Of Savage Garden fue lanzado para el 7 de noviembre, la colección contenía los hits de los dos álbumes de estudio, un compilación de los lados B y 2 nuevas canciones de Darren Hayes.
Aunque los dos estuvieron juntos por poco tiempo, Darren y Daniel vendieron cerca de 23 millones de discos en todo el mundo llevando a Savage Garden como uno de los dúos musicales más exitosos en la historia de la música popular.
En 2007 fue publicado el tercer álbum en solitario de Hayes "This Delicate Thing We've Made" De este álbum doble se han desprendido tres sencillos "On the Verge of Something Wonderful", "Me, Myself and (I)" y "Casey".

## Discografía

### Álbumes
- Savage Garden (1997) #3 US, #2 UK, #1 Australia
- Savage Garden + The Future Of Earthly Delites Bonus Remix Disc (2 CD) (1998)
- Affirmation (1999) #6 US, #7 UK, #1 Australia
- The Best Of Savage Garden (2005)

### Sencillos
- "I Want You" [1996] #4 US, #11 UK, #1 CAN, #4 Australia
- "To the Moon and Back" [1996] #24 US, #3 UK, #11 CAN, #4 Australia
- "Truly Madly Deeply" [1997] #1 US, #4 UK, #1 CAN, #1 Australia
- "Break Me Shake Me" [1997] #7 AUS, #23 CAN,
- "Universe" [1997] #26 AUS
- "I Want You '98" (1998) #12 UK
- "The Animal Song" (1999) #19 US, #16 UK, #3 Australia
- "I Knew I Loved You" (1999) #1 (4 weeks) US, #10 UK, #4 Australia
- "Affirmation" (2000) #8 UK, #16 Australia
- "Crash and Burn" (2000) #24 US, #14 UK, #16 Australia
- "Chained To You" (2000) #21 Australia
- "Hold Me" (2000) #51 Australia #16 UK
- "The Best Thing" (2001) #35 UK